# Klinikkirche Herz Jesu (Düren)

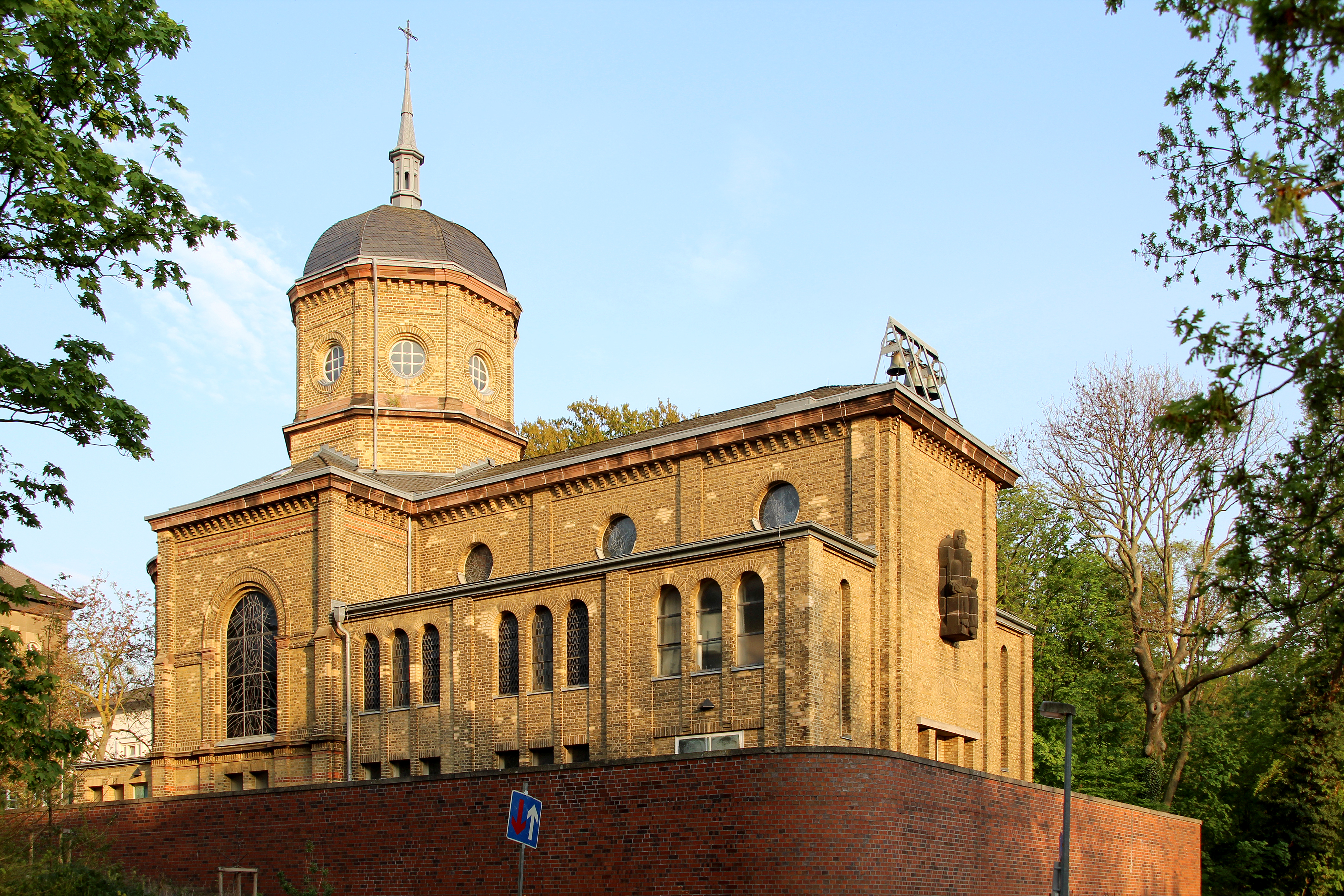
Klinikkirche von Nordwesten

Die Klinikkirche Herz Jesu ist eine Kirche auf dem Gelände der LVR-Klinik Düren in Düren in Nordrhein-Westfalen. Das Gebäude wurde als letztes Bauwerk der ehemaligen Provinzial-Heil- und Pflegeanstalt Düren im Jahr 1878 erbaut und 1929 nach Plänen von Konrad Rühl erweitert.
Das Bauwerk steht unter Denkmalschutz und ist unter der Nr. 1/001c in die Denkmalliste der Stadt Düren eingetragen.

## Baugeschichte
Die Kirche ist ein gelber Klinkerbau mit gliedernden Elementen in Rotsandstein. Die Pläne dazu lieferte wahrscheinlich Landesbaumeister Carl Friedrich Dittmar. Die Klinikkirche stand ursprünglich auf einem kreuzförmigen Grundriss mit halbrunder Apsis. Bis zur Erweiterung war die Klinikkirche ein typischer Bau des Historismus.
Ende der 1920er Jahre war die Klinikkirche zu klein und es wurde ein Erweiterungsbau beschlossen. 1929 wurde das einschiffige Langhaus abgerissen, sodass nur das Querschiff mit Kuppel und Chor vom alten Gebäude erhalten blieb. Daran wurde im gleichen Jahr ein neues dreischiffiges Langhaus angebaut. In den Seitenschiffen sowie im Querschiff wurden zudem Emporen eingebaut, damit noch mehr Gläubige Platz fanden. Die Fenster in der Apsis wurden zugemauert und die Kuppel durch eine Holzdecke abgetrennt, sodass sie von innen seitdem nicht mehr sichtbar ist. Einher ging eine tiefgreifende Umgestaltung des Innenraums in zeittypischer nüchterner Form. Die Planungen dazu lieferte Landesoberbaurat Konrad Rühl in Düsseldorf. Im Zweiten Weltkrieg wurde das Gotteshaus stark beschädigt, vor allem das Dach und die innere Decke waren durchlöchert. Die Schäden konnten in den 1950er Jahren behoben werden, die Holzdecke wurde dabei erneuert. Die Kirche diente lange Jahre zugleich auch den Bewohnern der benachbarten, 1876 eröffneten Provinzial-Blindenanstalt Düren als Gotteshaus.

## Ausstattung

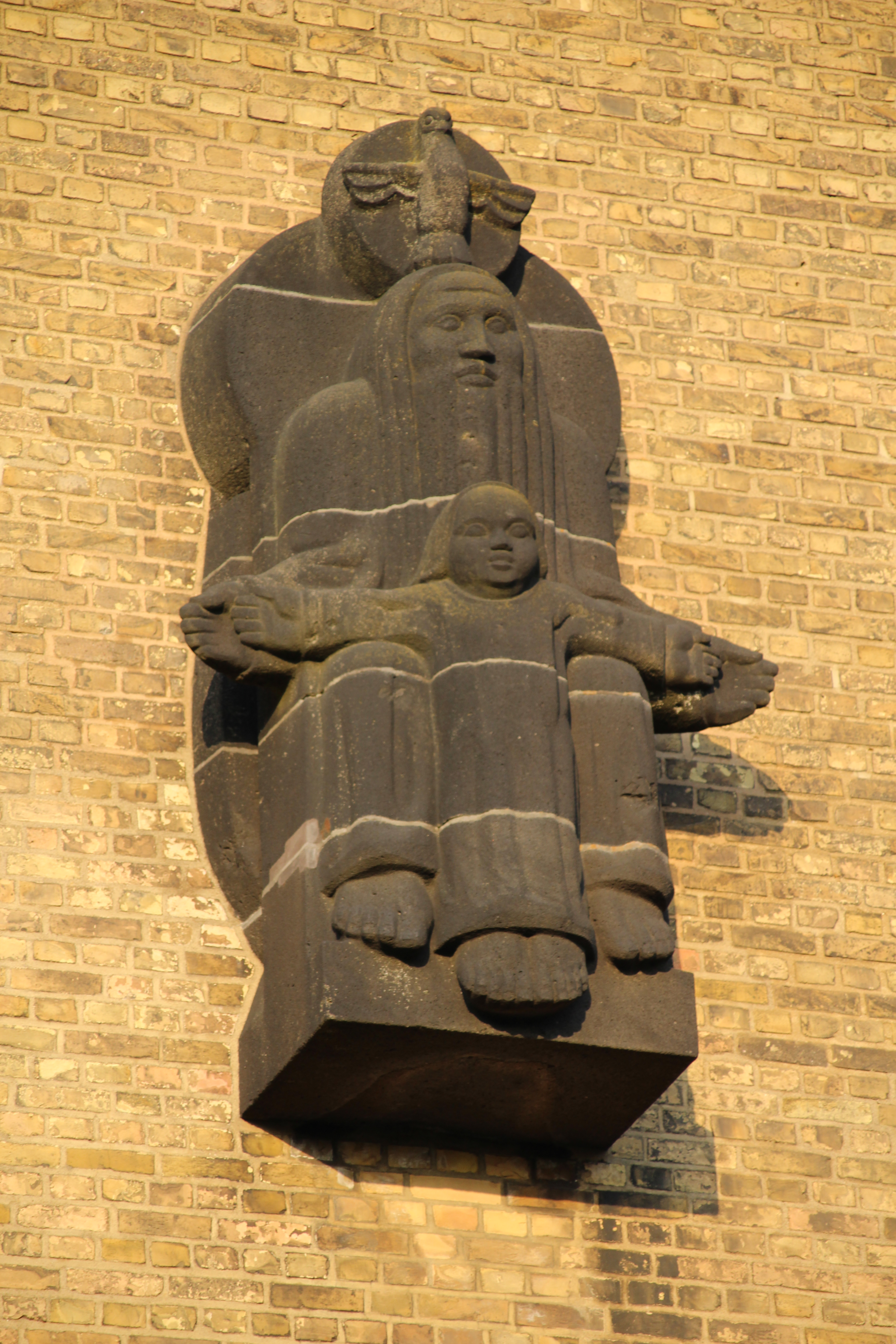
Gnadenstuhl von Jupp Rübsam an der Westfassade

Im Innenraum hat sich ein Teil der Ausstattung aus den 1930er Jahren erhalten. Dazu zählen der Tabernakel, der Seitenaltar sowie zwei steinerne Heiligenfiguren mit Darstellung des Herz Jesu und der Gottesmutter Maria. An der Westfassade befindet sich eine von Bildhauer Jupp Rübsam 1929–1930 geschaffene Darstellung des Gnadenstuhls aus Basaltstein. Die im Krieg zerstörten Buntglasfenster wurden durch Fenster von Ernst Otto Köpke ersetzt, die von der Glasmalerei-Werkstatt R. Gassen in Düsseldorf ausgeführt und zwischen 1956 und 1963 nach und nach eingesetzt wurden. Das Altarkreuz ist ein Werk des Aachener Bildhauers Ewald Mataré, und die sechs Kerzenleuchter am Altar wurden nach Entwürfen von Anstaltspfarrer Stephan Weckauf angefertigt.

## Orgel
Die heutige Orgel wurde nach der Vergrößerung der Klinikkirche im Jahr 1930 von der Bonner Orgelbauwerkstatt Klais als Opus 742 gebaut und auf der Westempore aufgestellt. Sie verfügt über 21 Register, davon zwei Transmissionen, auf einer pneumatischen Spiel- und Registertraktur. 1962 wurde die Orgel dem damaligen Zeitgeist entsprechend durch die Werkstatt Klais umgebaut, indem man vier Register austauschte bzw. veränderte. 2008 und 2016 wurde das Instrument durch die Orgelbauwerkstatt Heinz Wilbrand in Übach-Palenberg gereinigt und restauriert. Die Disposition lautet:
| I Hauptwerk |               |     |
| 1.          | Quintatön     | 16′ |
| 2.          | Principal     | 8′  |
| 3.          | Rohrflöte     | 8′  |
| 4.          | Octave        | 4′  |
| 5.          | Blockflöte    | 4′  |
| 6.          | Principal*    | 2′  |
| 7.          | Mixtur III-IV |     |
| 8.          | Trompete      | 8′  |

| II Schwellwerk |                  |       |
| 9.             | Offenflöte       | 8′    |
| 10.            | Salicional       | 8′    |
| 11.            | Geigendprincipal | 4′    |
| 12.            | Nachthorn        | 2′    |
| 13.            | Quinte*          | 1 ⁄3′ |
| 14.            | Scharff*         | 4′    |
| 15.            | Krummhorn*       | 8′    |

| Pedal |                |     |
| 16.   | Subbass        | 16′ |
| 17.   | Zartbass       | 16′ |
| 18.   | Octavbass      | 8′  |
| 19.   | Flötenbass     | 8′  |
| 20.   | Gedacktpommer  | 4′  |
| 21.   | Progressia III |     |

- Koppeln: II-I, II-I Sub, II-I Super, I-P, II-P
- Spielhilfen: Auslöser, Handregistratur, Freie Kombination, Piano, Forte, Tutti, Walze an, Zungen ab, Piano Pedal, Walze, Jalousieschweller[6]
- * Register von 1962

## Glocken

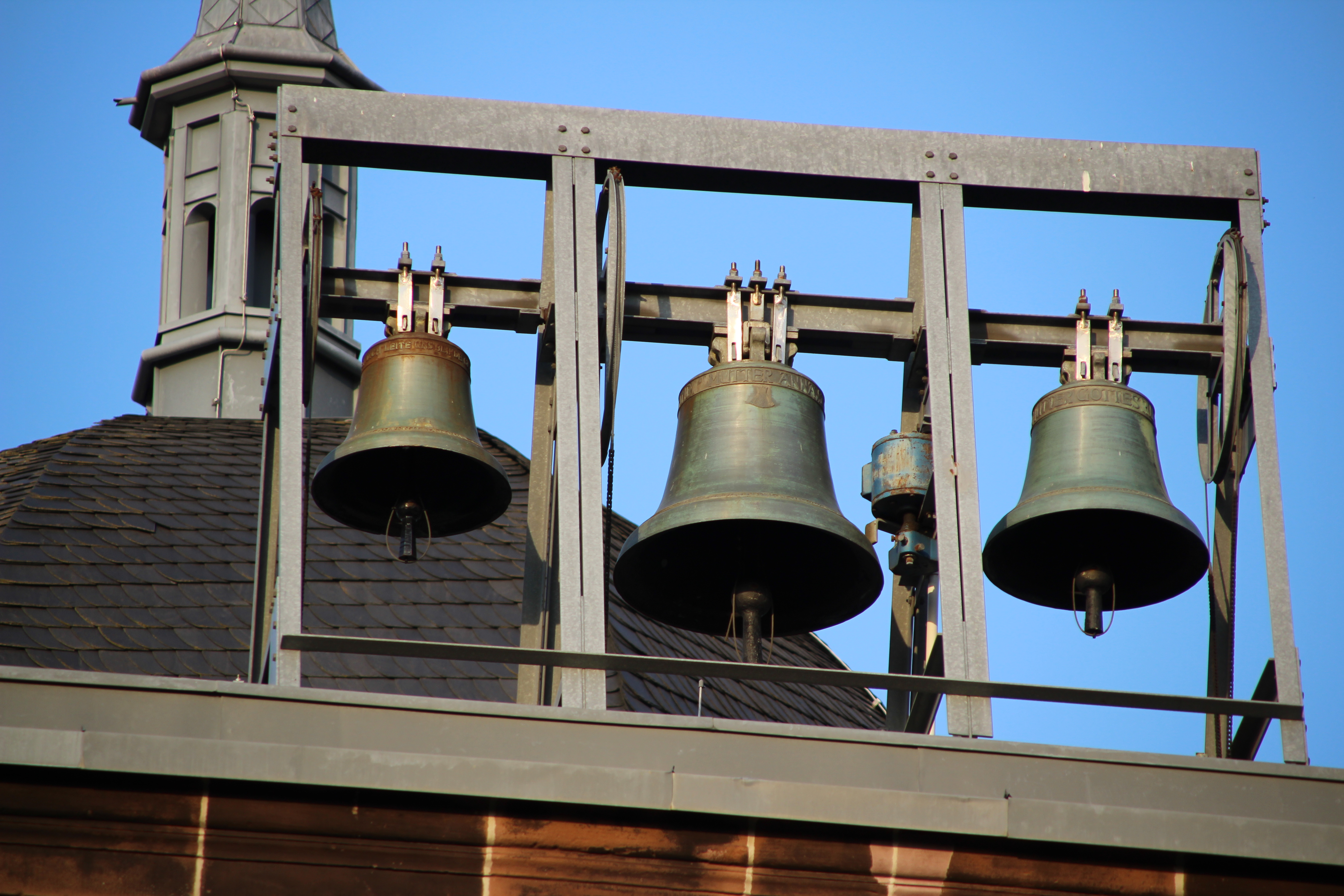
Die drei Glocken der Klinikkirche

Über der Westfassade hängen in einem offenen Glockenstuhl aus Stahl drei Bronzeglocken der Glockengießerei Feldmann & Marschel aus dem Jahr 1956.
- Glocke 1 ist die Annaglocke, Schlagton h′
- Glocke 2 ist die Marienglocke, Schlagton d″
- Glocke 3 ist die Odiliaglocke, Schlagton e″

## Pfarrer
Folgende Priester wirkten als Anstaltspfarrer an der Klinikkirche:
| von – bis     | Name                        |
| ------------- | --------------------------- |
| 1869–1902     | Ferdinand Theodor Lindemann |
| 1902–vor 1930 | Theodor Wiertz              |
| 1949–1978     | Stephan Weckauf             |
| 1978–1997     | Theo Müller                 |
| 2001–2009     | Ralf Linnartz               |
| Seit 2009     | Vakant                      |

## Umliegende Gebäude
Unter derselben Nummer sind weitere Gebäude des Klinikareals als Baudenkmäler verzeichnet, darunter der Verwaltungsbau, das Direktorenwohnhaus, das Maschinenhaus mit Wasserturm, die Leichenhalle und einige Häuser (einschließlich Haus 5 und Haus 8).

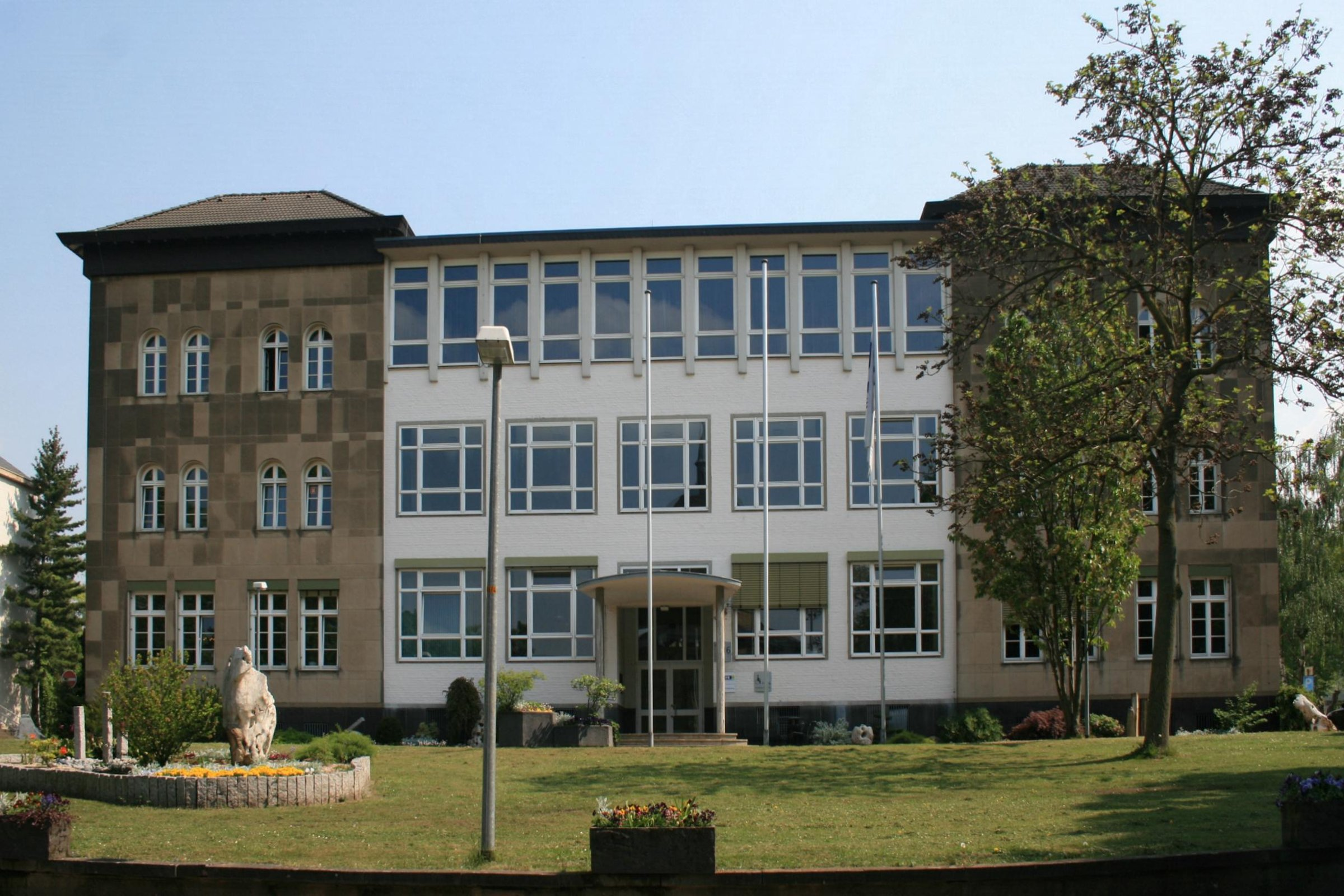
Verwaltungsbau
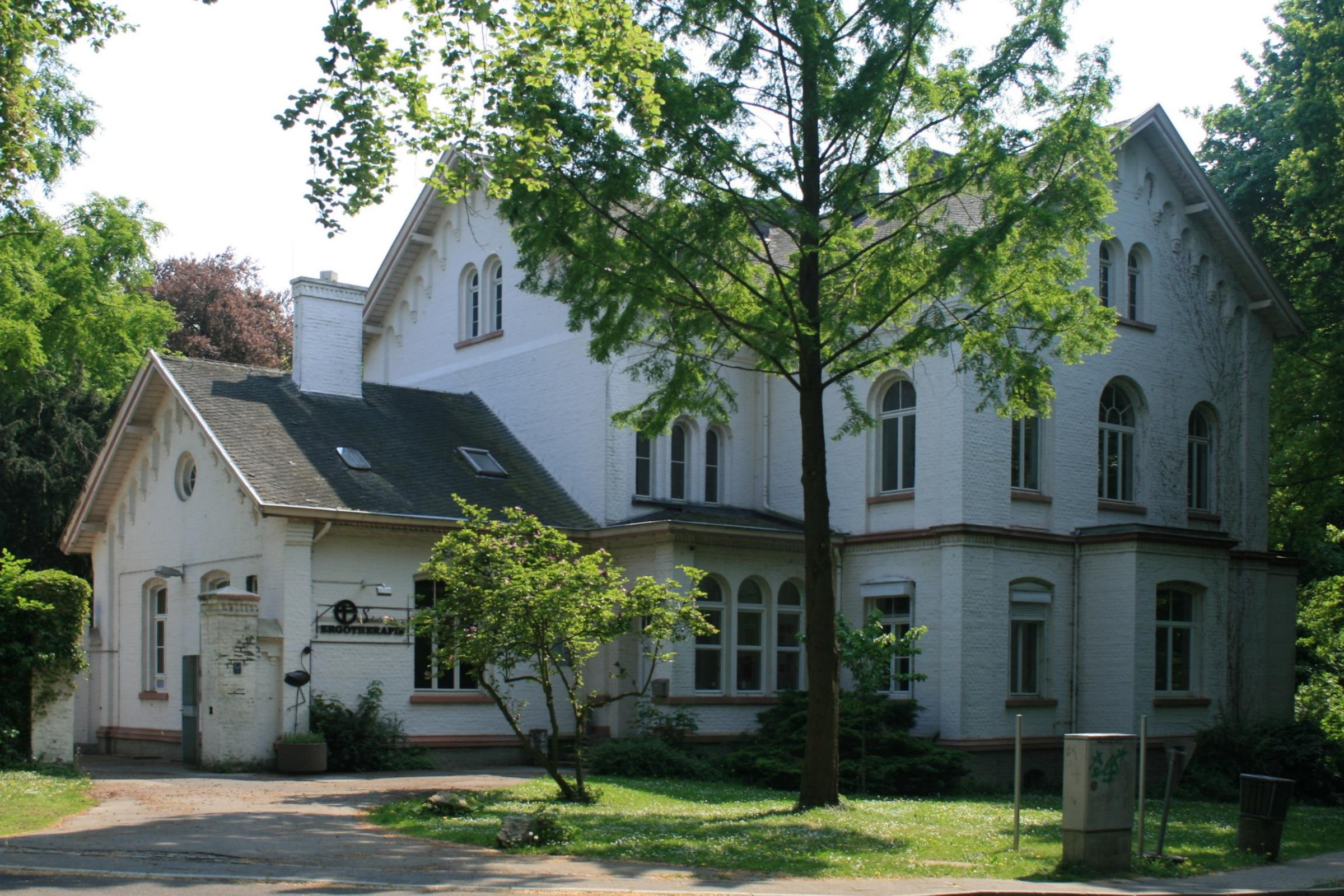
Das ehemalige Direktorenwohnhaus
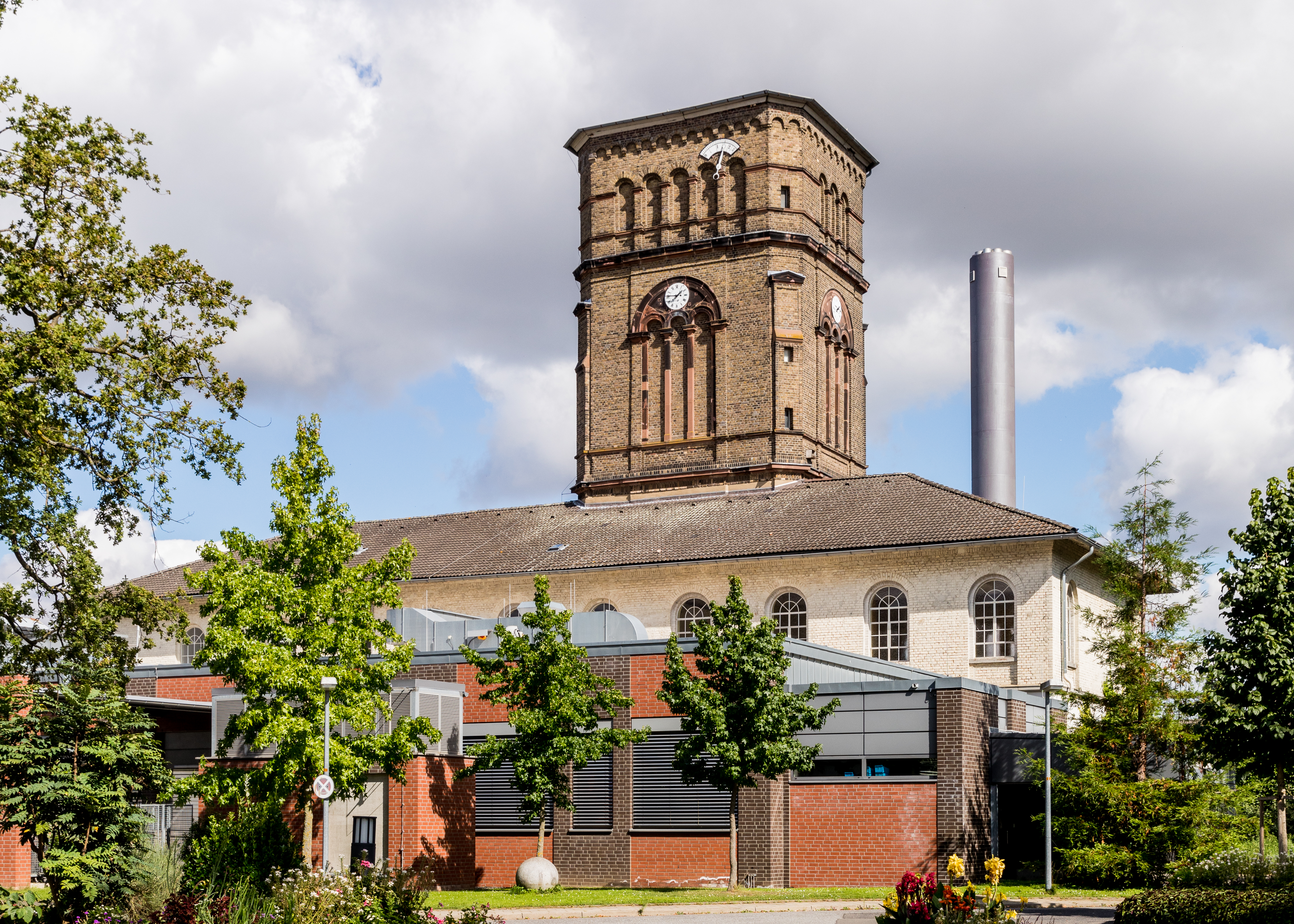
Maschinenhaus mit Wasserturm
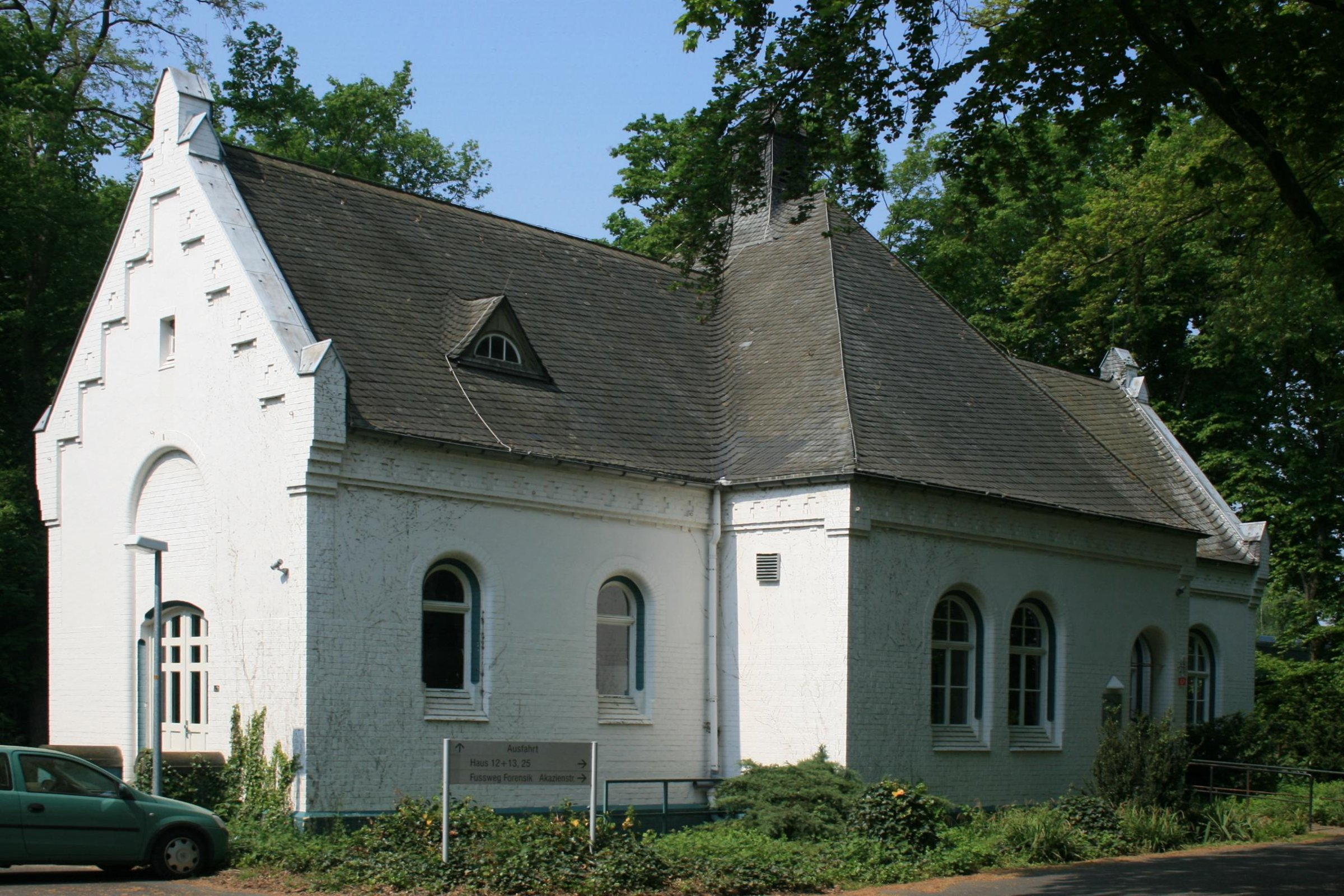
Die Leichenhalle
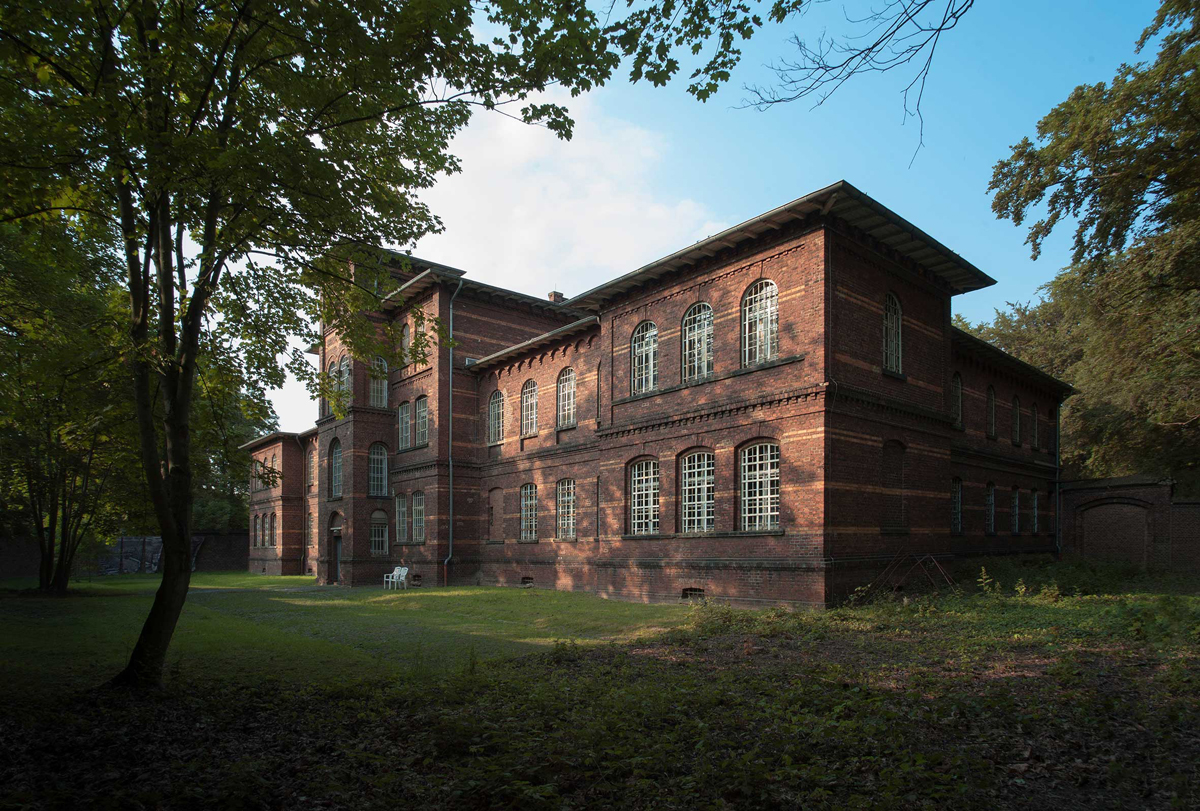
Haus 5
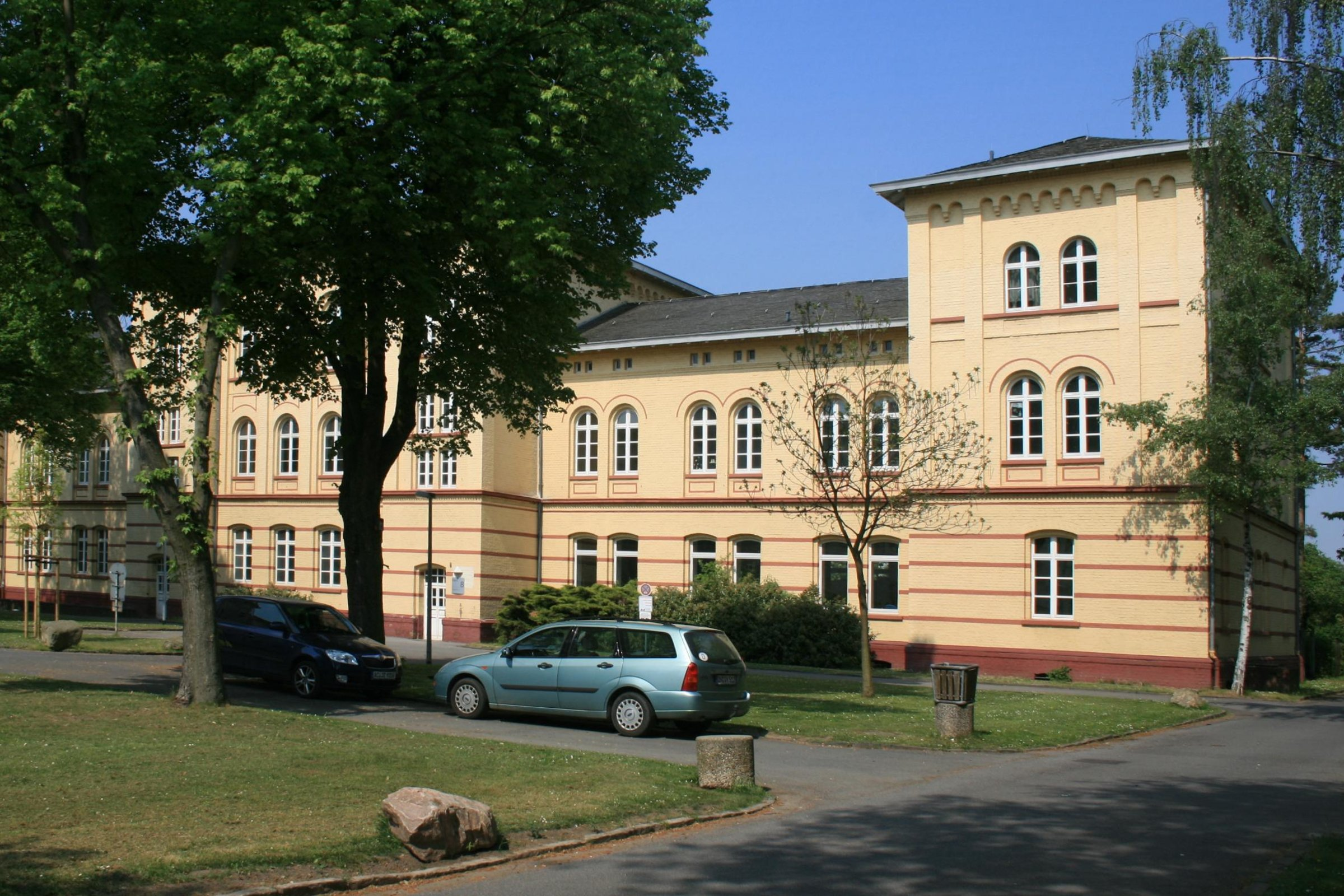
Haus 8
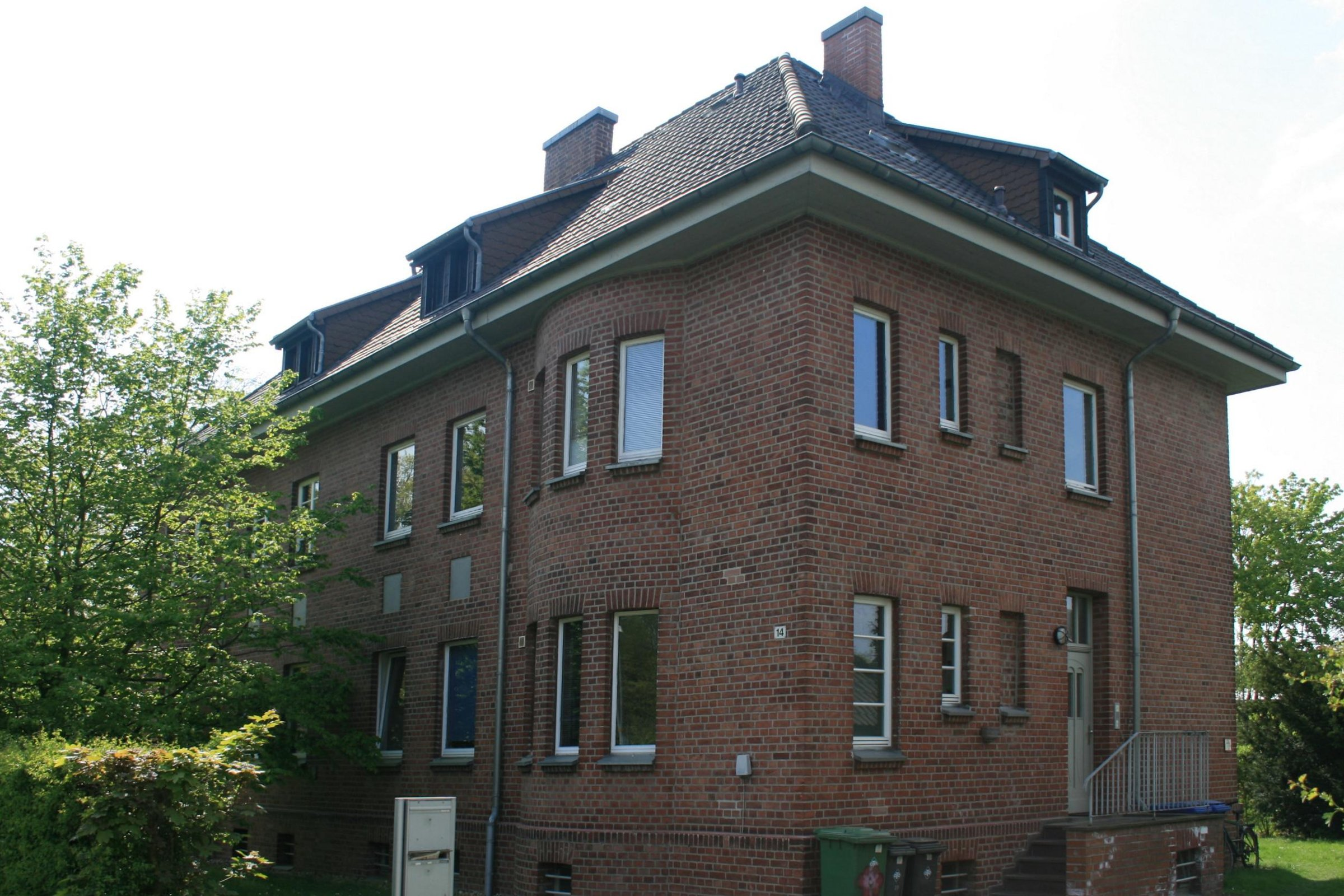
Ehemaliges Bedienstetenwohnhaus, Heerweg 14